# Фисциевые
Фисциевые (лат. Physciaceae) — семейство лихенизированных грибов класса Леканоромицеты (Lecanoromycetes).

## Описание
Слоевище накипное, листоватое, реже кустистое, гетеромерное, покрыто коровым слоем с обеих сторон. Апотеции округлые, сидячие или на короткой ножке, обычно леканорового типа, иногда лецидеевого с тёмноокрашенным диском. Парафизы тонкие, 1—2 мкм ширины, простые или разветвлённые в верхней части, с утолщёнными до 6 мкм ширины, часто коричневыми верхушками. Сумки булавовидные, с 8 спорами. Споры сначала бесцветные, зрелые становятся оливковыми, перезрелые — коричневые, широкоэллипсоидные, преимущественно 2-клеточные (реже многоклеточные или слабомуральные), разнообразного строения, клеточные стенки утолщённые, гладкие или орнаментированные.
Водоросли рода Требуксия или Псевдотребуксия.

## Химический состав
Лишайники содержат атранорин, зеорин, скирин, лихексантон, ряд терпенов, некоторые кислоты.

## Места произрастания
Виды семейство обитают на всевозможных субстратах, широко распространены во всех растительно-климатических зонах Земли.

## Классификация
Согласно базе данных Catalogue of Life на март 2022 года семейство включает следующие роды:
- Anaptychia Körb., 1848 — Анаптихия
- Awasthia Essl., 1978
- Coscinocladium Kunze, 1846
- Culbersonia Essl., 2000
- Heterodermia Trevis, 1868 — Гетеродермия
- Hyperphyscia Müll. Arg., 1894 — Гиперфисция
- Kashiwadia S.Y. Kondr., L. Lőkös et  Hur, 2014
- Leucodermia Kalb, 2015
- Mischoblastia A. Massal., 1852
- Mobergia H. Mayrhofer et Sheard, 1992
- Oxnerella S.Y. Kondr., L. Lőkös et  Hur, 2014
- Phaeophyscia Moberg, 1977 — Феофисция
- Phaeorrhiza H. Mayrhofer et Poelt, 1979 — Феорриза
- Physcia (Schreb.) Michx., 1803 — Фисция
- Physciella Essl., 1986
- Physconia Poelt, 1965 — Фискония
- Polyblastidium Kalb, 2015 — Полибластидиум
- Rinodina (Ach.) Gray, 1821 — Ринодина
- Rinodinella H. Mayrhofer et Poelt, 1978 — Ринодинелла
- Tornabea Østh., 1980 — Торнабея